# 安德拉尼克·马尔加良
安德拉尼克·马尔加良（1951年6月12日—2007年3月25日），亚美尼亚政治家，2000年-2007年任亚美尼亚总理。2007年3月25日因心臟病突發去世，終年56歲。
| 前任： 阿尔缅·萨尔格相 | 亚美尼亚总理 2000年至2007年3月25日 | 繼任： 谢尔日·萨尔基相 |